# Bror Thornberg

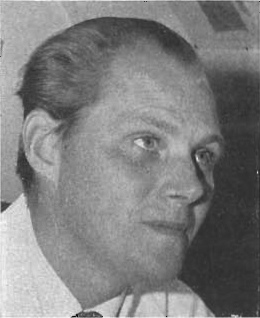
Bror Thornberg

Bror Alfred Bengt Thornberg, född 29 april 1919 i Malmö, död där 4 juni 2013, var en svensk arkitekt. 
Thornberg avlade arkitektexamen vid Kungliga Tekniska högskolan i Stockholm 1944. Han bedrev egen arkitektverksamhet samt var byggnadskonsulent i Bara och Södra Sandby kommuner. Han författade  Mitt liv som arkitekt: en tillbakablick och redogörelse av min arkitektverksamhet under många intensiva år fyllda av arbetsglädje (2003).

## Verk
- Slottsstadens läroverk i Malmö (1952)
- Lomma Centralskola (Pilängskolan, Lomma) (1954)
- Staffanstorps Centralskola (Baldersskolan, Staffanstorp) (1954)
- Sankt Andreas kyrka i Malmö (tillsammans med Thorsten Roos, 1959)
- Rosengård etapp 1 (Törnrosen) i Malmö (tillsammans med Thorsten Roos, 1962)
- Nydalaskolan i Malmö (1966)
- Högsbo kyrka i Göteborg (tillsammans med Thorsten Roos, 1966)
- Hovrättens annex vid Västergatan i Malmö (1978)
- Sankt Mikaels kyrka i Malmö (tillsammans med Einar Jangbro)
- Kristianstads stadsbibliotek

## Bilder

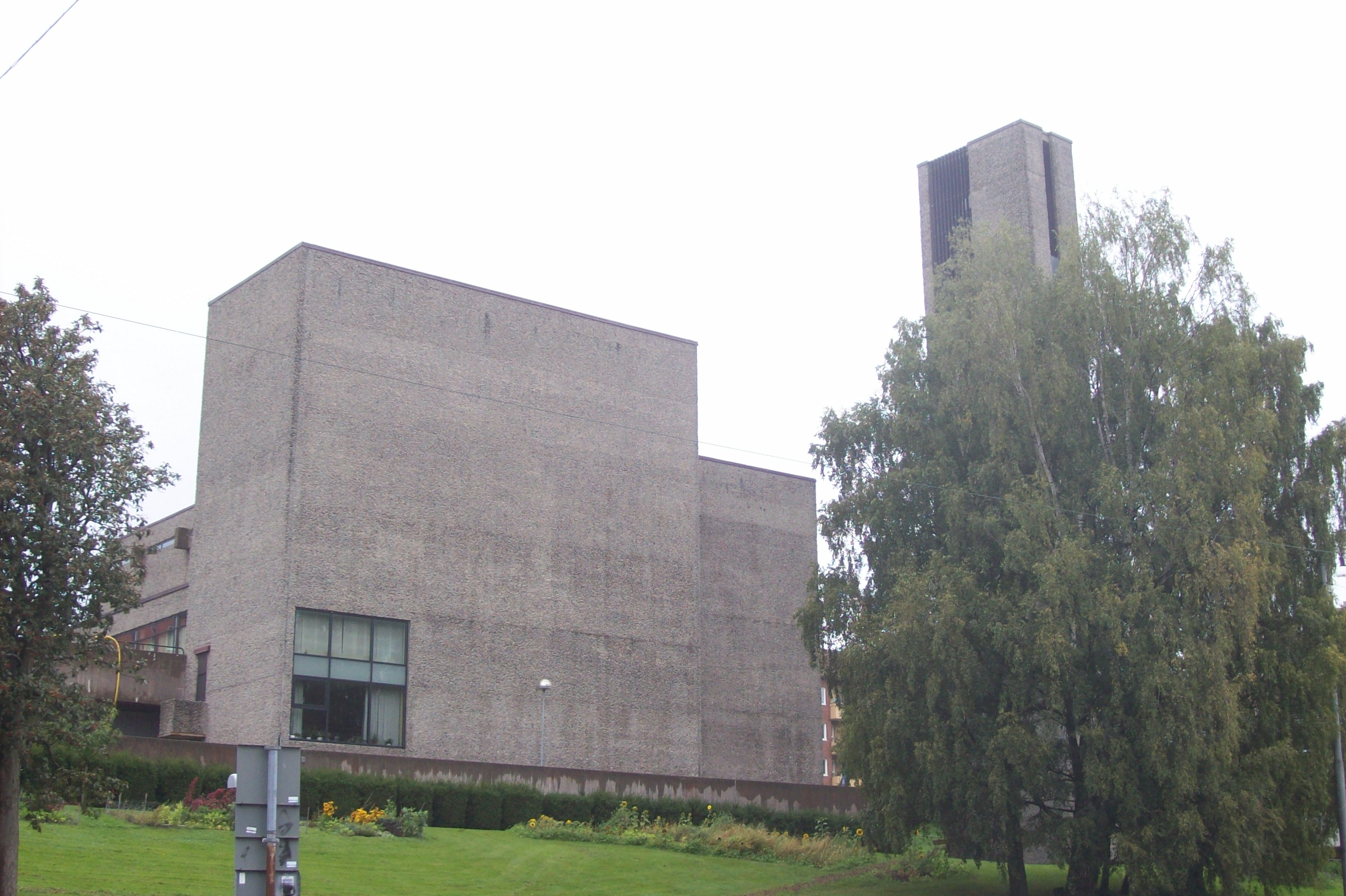
Högsbo kyrka
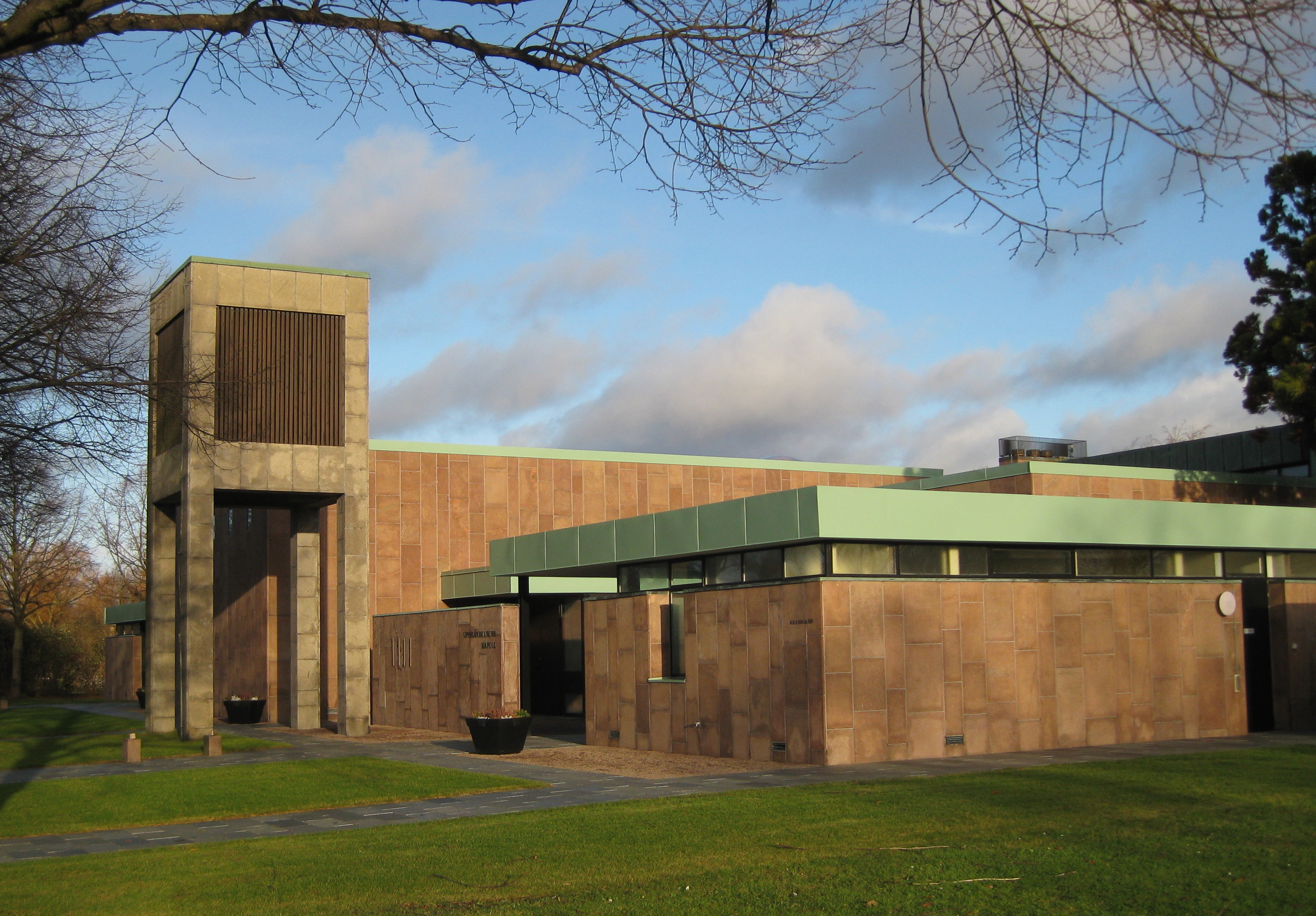
Limhamns kapellkrematorium
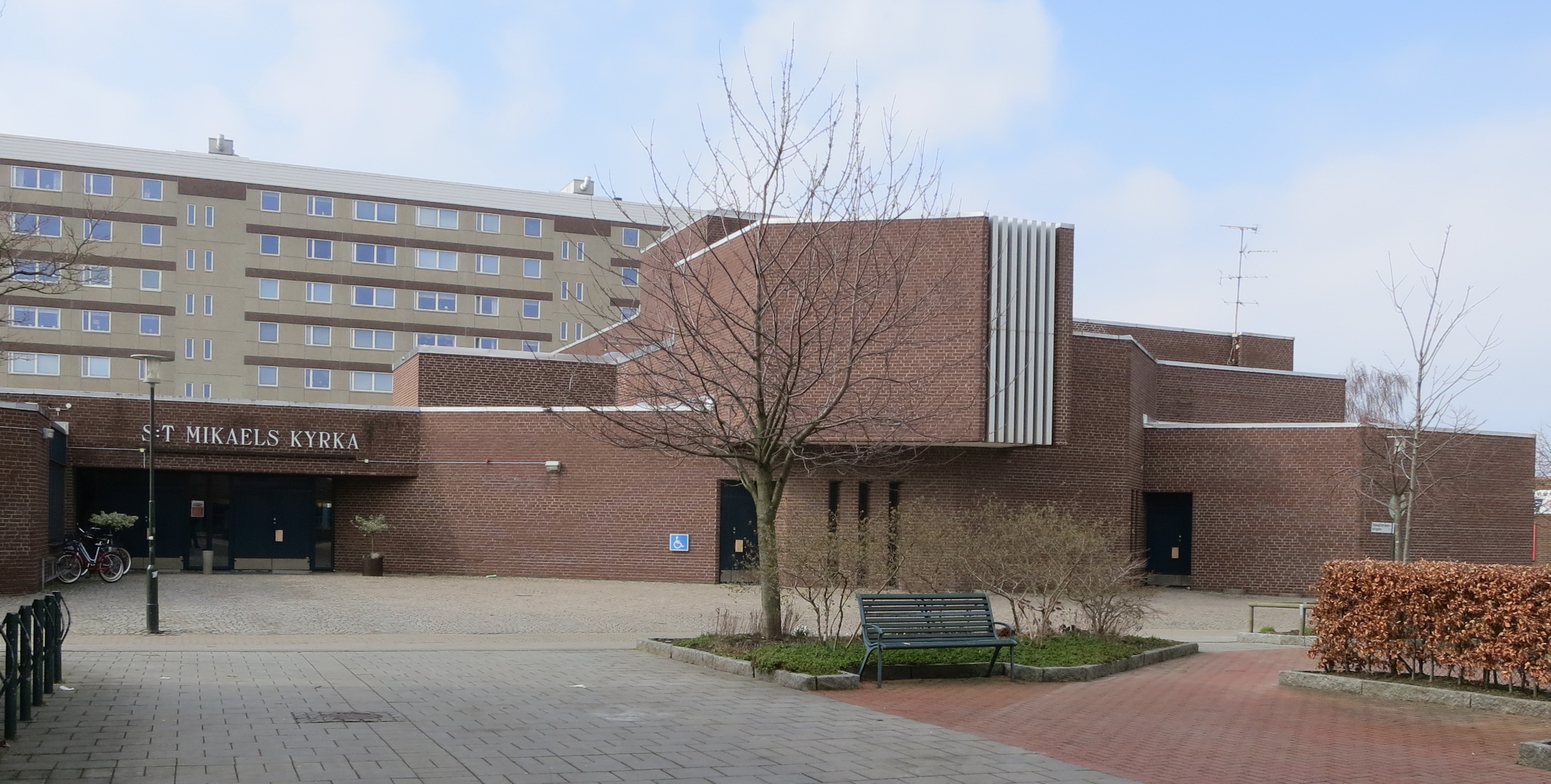
Sankt Mikaels kyrka, Malmö
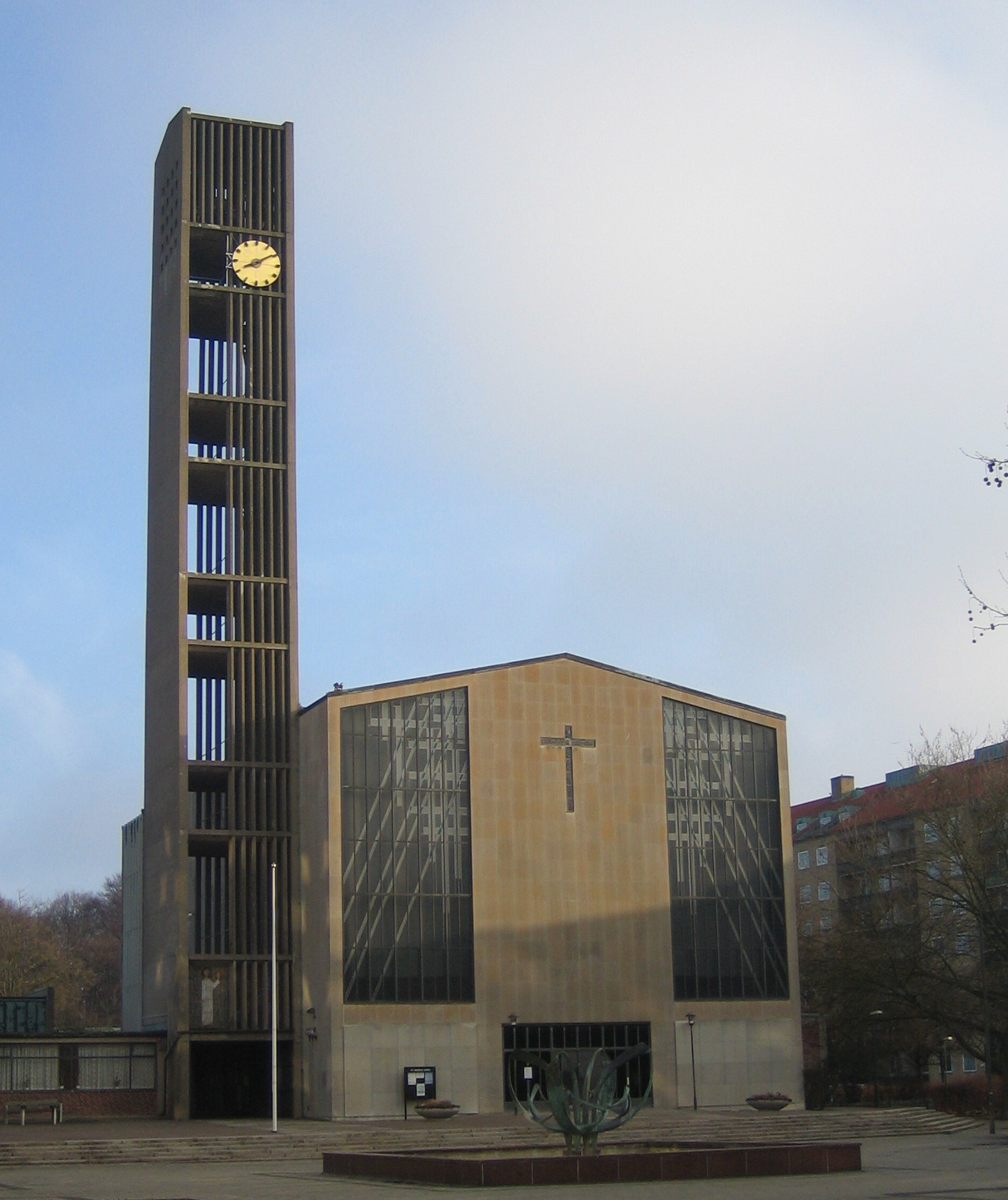
Sankt Andreas kyrka, Malmö
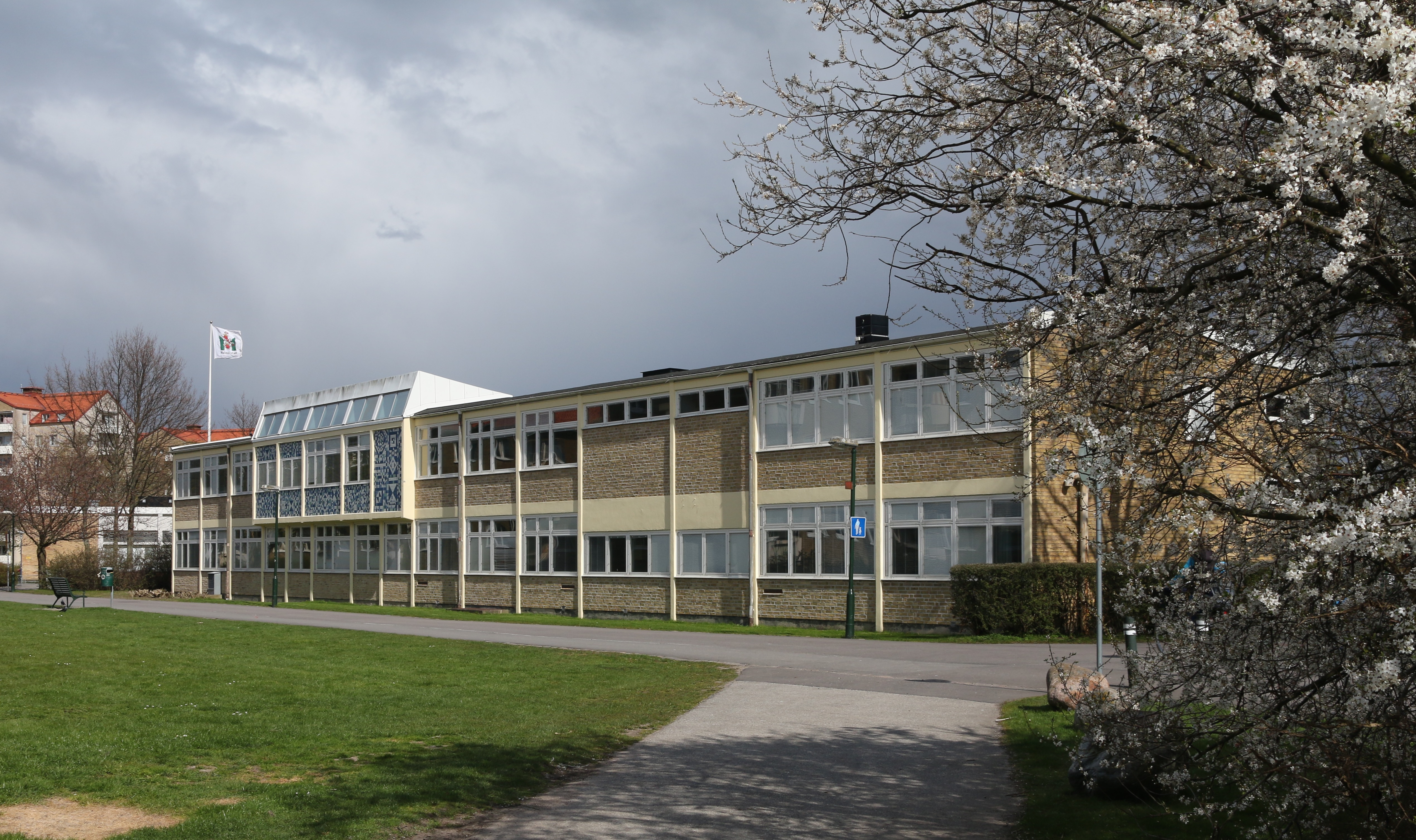
Slottsstadens skola,Malmö